# Campeonato Sul-Americano de Voleibol Feminino
O Campeonato Sul-Americano de Voleibol Feminino é um torneio de seleções de voleibol feminino da América do Sul, organizado a cada dois anos pela Confederação Sul-Americana de Voleibol (CSV).

## Histórico
A primeira edição realizou-se no Brasil, em 1951, tendo-se repetido nos anos seguintes com frequência variável. Desde 1967, é disputado a cada dois anos.
Até o presente período, apenas duas seleções conquistaram títulos: Brasil e Peru. Durante os anos 70 e 80, as peruanas marcaram grande hegemonia na competição, nos quais apenas em 1981 não conquistaram o ouro. Desde 1995, o domínio da seleção brasileira instaurou-se, enquanto o Peru passou a disputar o posto de segunda força do continente com a Argentina, e em alguns momentos com a Venezuela. 
Atualmente, a jovem equipe da Colômbia reforça a disputa pela medalha prata contra as argentinas e as peruanas. Por sua vez, a Venezuela, que havia mostrado crescimento considerável no fim da década de 2000, configura-se, atualmente, como a quinta força sul-americana.

## Quadro de medalhas
| Ordem | País      | Medalha de ouro | Medalha de prata | Medalha de bronze | Total |
| ----- | --------- | --------------- | ---------------- | ----------------- | ----- |
| 1     | Brasil    | 23              | 11               | 0                 | 34    |
| 2     | Peru      | 12              | 11               | 9                 | 32    |
| 3     | Argentina | 0               | 6                | 13                | 19    |
| 4     | Colômbia  | 0               | 3                | 2                 | 5     |
| 5     | Uruguai   | 0               | 2                | 4                 | 6     |
| 6     | Paraguai  | 0               | 1                | 1                 | 2     |
| 7     | Venezuela | 0               | 0                | 5                 | 5     |